# Carl Gustav Leonhardt
Carl Gustav Leonhardt (* 20. Februar 1845 in Hainichen; † 8. September 1903) war ein deutscher Unternehmer in der sächsischen Textilindustrie.

## Leben
Er war ein Sohn des Textilfabrikanten Carl Gustav Leonhardt in Hainichen und dessen Ehefrau Johanne Auguste Leonhardt geb. Müller. Im Jahr 1879 übernahm er zusammen mit seinem älteren Bruder die elterlichen Fabriken in Hainichen und Böhrigen. Nach 1884 verlegte er seinen Wohnsitz nach Böhrigen. In den Jahren 1890/1891 ließ er in unmittelbarer Nähe von Böhrigen auf seine Kosten den gut 27 m hohen Aussichtsturm Striegistal errichten, den er der Gemeinde Böhrigen vererbte. Neben der Gemeinde bedachte er in seinem Testament auch die Armenkasse, die Schule und die Kirche mit ansehnlichen Geldbeträgen.